# Takeda Nobuhiro (1965)
Takeda Nobuhiro (sinh ngày 22 thảng 3 năm 1965) là một cầu thủ bóng đá người Nhật Bản.

## Giải vô địch bóng đá trong nhà thế giới 1989
Takeda Nobuhiro được triệu tập vào đội tuyển Nhật Bản tham dự Giải vô địch bóng đá trong nhà thế giới 1989.